# Москалец, Константин Фёдорович
Константин Фёдорович Москалец (июнь 1906, Мена, Черниговская губерния — 9 августа 1983, Киев, УССР) — украинский советский партийный деятель, депутат Верховного Совета УССР 3—5-го созывов. Избирался членом Президиума Верховного Совета УССР. Член Ревизионной комиссии КП(б)У в 1949—1954 годах. Член ЦК КПУ в 1954—1961 годах.

## Биография
Родился в бедной крестьянской семье. С восьми лет работал подпаском у сельского пастуха, а с пятнадцати лет — батрачил. С 1922 года работал рабочим механической мельницы в городке Корныни. В 1924 году вступил в комсомол.
Член ВКП(б) с 1926 года.
Учился на рабочем факультете в Киевском индустриальном институте. После окончания института работал на Киевской электростанции № 2 инженером, начальником цеха, парторгом ЦК ВКП(б). В 1940—1941 г.  — инструктор ЦК КП(б)У.
С 24 апреля 1941 года — секретарь Киевского городского комитета КП(б)У по промышленности. Участник обороны города Киева от немецких войск. В 1941—1943 годах — в аппарате ЦК КП(б)У.
С 1944 по 1948 год — секретарь Киевского городского комитета КП(б)У по кадрам, 3-й секретарь Киевского городского комитета КП(б)У.
В 1948—1949 годах — секретарь Киевского областного комитета КП(б)У.
В феврале 1949 — мае 1950 года — 2-й секретарь Киевского областного комитета КП(б)У.
В 1950—1953 годах — заведующий отделом партийных, профсоюзных и комсомольских органов ЦК КП(б)У.
В 1953—1960 годах — председатель Украинского республиканского совета профессиональных союзов. Избирался членом Президиума ВЦСПС, входил в руководящие органы Всемирной Федерации Профсоюзов.
В 1960—1965 годах — заместитель, с 1965 года — 1-й заместитель министра социального обеспечения Украинской ССР.
Затем — персональный пенсионер союзного значения в городе Киеве.

## Награды
- Орден Ленина
- Три ордена Трудового Красного Знамени (1948, …, …)
- Орден «Знак Почёта»
- Орден Красной Звезды
- Почётная грамота Президиума Верховного Совета УССР (15 июня 1966)
- Медали